# Mario Bellatin
Mario Bellatin (Mexikóváros, 1960. július 23. –), mexikói születésű perui regényíró.

## Pályafutása
Mario Bellatin Mexikóvárosban, perui szülők gyermekeként született (jobb karja nélkül). Nem sokkal születése után szülei visszatértek Limába. Két évet töltött teológiai tanulmányokkal a Santo Toribio de Mogrovejo szemináriumban, és a Limai Egyetemen szerzett diplomát. 1987-ben Bellatin Kubába költözött, ahol a Latinoamericana Nemzetközi Filmiskolában tanult forgatókönyvírást.
Miután 1995-ben visszatért Mexikóba, a Claustro de Sor Juana Egyetem Irodalom és Bölcsészettudományi tanszékének igazgatója lett, 1999-től 2005-ig pedig a Nemzeti Kulturális és Művészeti Alap (Fondo Nacional para la Cultura y las Artes) tagja lett. Jelenleg a Dynamic School of Writers igazgatója Mexikóvárosban.
Mario Bellatint a spanyol szépirodalom vezető hangjaként ünneplik kísérletező és töredékes írásaiért, amelyek művészien fonják össze a valóságot és a fikciót. Munkássága a világ számos pontján ismert, angol, német, francia és malajálam nyelvű fordításokkal. Bár részt vett írói találkozókon az Egyesült Államokban, azonban munkája alulreprezentált az angol nyelvterületen.
Egy születési rendellenesség következtében, ami miatt a jobb karja nagy része hiányzott, fikcióinak nagy része deformált, beteg vagy bizonytalan szexuális identitású szereplőkre vonatkozik.
Bellatint a The New York Times idézte, aki azt mondta: "Számomra az irodalom játék, a határok áttörésének a módjainak keresése. De az én munkámban a játékszabályok mindig nyilvánvalóak, a bátorság kitárul és látszik, hogy mit főznek ki.”

## Díjak és elismerések
Bellatint a perui irodalom megújítójának tekintik. Alonso Cueto így ír róla: "Peruban él az írók új generációja, amely szakítani szeretne a realista regényírás szokásos formájával. Iván Thays és Mario Bellatin ennek a fiatal írócsoportnak a mesterei." Más íróktól pozitív kritikákat kapott. Például Mario Vargas Llosa úgy jellemezte őt, mint "az egyik legérdekesebb író, aki az elmúlt években Latin-Amerikában felbukkant."
- 2000: Xavier Villaurrutia-díj Flores című regényéért
- 2002: Guggenheim-ösztöndíj(wd), latin-amerikai és karibi ösztöndíjas
- 2008: Premio Nacional de Literatura for El gran vidrio, Instituto Municipal de Cultura, Turismo y Arte de Mazatlán,  Archiválva 2017. február 2-i dátummal a Wayback Machine-ben
- 2010: Stonewall Book Award(wd) – Barbara Gittings Irodalmi Díj a Salón de belleza-ért, Amerikai Könyvtári Szövetség,
- 2019: Doctor Honoris Causa (díszdoktor), 17, Kritikai Tanulmányok Intézete

## Válogatott művei
- Flores – Anagrama, 2004
- El gran vidrio – Anagrama, 2007
- Damas chinas – Ediciones El Santo Oficio, Lima, 1995 (Anagrama, 2006)
- Salón de belleza – Jaime Campodónico Editor, Lima, 1994 (Tusquets Editores, México D. F., 1999)
- Jacobo el mutante – Aguilar / Alfaguara, 2002 (Phoneme Media)
- El libro uruguayo de los muertos – Sexto Piso, México, 2012
- Jacobo reloaded – (en colaboración con Zsu Szkurka(wd)), Sexto Piso, 2014

### Magyarul megjelent
- Jacobo, a mutáns (Jacobo reloaded) – Sonora, Siklós, 2021 · ISBN 9786150111391 · Fordította: Miklós Laura
- Szépségszalon (Salón de belleza) – Sonora, Siklós, 2023 · ISBN 9786150188522 · Fordította: Báder Petra

## Fordítás
- Ez a szócikk részben vagy egészben  a   Mario Bellatin című angol Wikipédia-szócikk fordításán alapul.  Az eredeti cikk szerkesztőit annak laptörténete sorolja fel. Ez a jelzés csupán a megfogalmazás eredetét és a szerzői jogokat jelzi, nem szolgál a cikkben szereplő információk forrásmegjelöléseként.